# Wamokia sierrae
Wamokia sierrae är en mångfotingart som beskrevs av John S. Buckett och Gardner 1968. Wamokia sierrae ingår i släktet Wamokia och familjen Xystodesmidae. Inga underarter finns listade i Catalogue of Life.